# Antonello Falqui
Antonello Falqui (Roma, 6 novembre 1925 – Roma, 15 novembre 2019) è stato un regista e autore italiano di programmi televisivi, in special modo di varietà.

## Biografia
Nasce a Roma il 6 novembre 1925 figlio del critico e scrittore Enrico Falqui. Si iscrive alla facoltà di giurisprudenza, che lascia prima della laurea, attratto dal cinema. Dal 1947 al 1949 frequenta il corso di regia del Centro sperimentale di cinematografia. Nel 1950 è aiuto regista di Curzio Malaparte durante la lavorazione del film Il Cristo proibito, ruolo che ricopre anche in altre pellicole. Nel 1952 approda alla Rai, lavorando nella sede di Milano. Le trasmissioni televisive sono ancora in fase sperimentale e saranno inaugurate il 3 gennaio 1954. Le sue prime regie per la televisione sono quelle di alcuni documentari.
Raggiunge la celebrità presso il grande pubblico, che di sera si riuniva nelle poche abitazioni o locali pubblici in cui era presente un apparecchio televisivo, con Il Musichiere, celeberrimo programma condotto da Mario Riva, in onda dal 1957 al 1960. Dirige quattro edizioni di Canzonissima (1958, 1959, 1968, 1969), altrettante di Studio Uno (1961, 1962-1963, 1965 e 1966), tre di Teatro 10 (1964, 1971 e 1972) e l'unica di Milleluci (1974), avvalendosi della collaborazione di Guido Sacerdote. Negli anni settanta e ottanta collabora, tra gli altri, con Paolo Villaggio e Gigi Proietti. Dal 1983 al 1985 dirige il varietà Al Paradise per tre edizioni, due al Teatro delle Vittorie e l'ultima ai nuovi studi della Dear. Nel 1986 dirige il programma Un altro varietà e nel 1988 Cinema che follia!: tra gli altri, chiama a far parte di questi due programmi il gruppo comico Gli Specchio. A Falqui è dedicato il film Il conte Max (1991).
È morto il 15 novembre 2019 a 94 anni. Il 15 novembre 2020, a un anno dalla sua scomparsa, lo Studio 1 del Centro di produzione Rai di via Teulada è stato intitolato alla sua memoria.

## Opere

### Rubriche e attualità (regista e autore)
- 1953, 1954 - Arrivi e partenze
- 1955 - Roma sconosciuta
- 1956 - Pompei venti secoli dopo (con il Professor Amedeo Maiuri)
- 1960 - Bis - Un anno di spettacoli televisivi

### Prosa teatrale (regista)
- 1956 - Idillio villereccio (di George Bernard Shaw, con Franca Valeri e Vittorio Caprioli)
- 1959 - Viaggio a Parigi di Massimo Dursi con Gianrico Tedeschi, Paolo Ferrari, Alberto Bonucci e Maria Grazia Francia)
- 1983 - Applause (di Adolph Green e Betty Comden, con Rossella Falk e Ivana Monti)

### Prosa televisiva (regista e autore)
- 1968 - La vedova allegra di Franz Lehár, con Johnny Dorelli, Catherine Spaak, Aldo Fabrizi e Bice Valori, 2 puntate)
- 1968 - Felicita Colombo (di Giuseppe Adami, con Franca Valeri, Gino Bramieri, Gabriele Antonini e Ottavia Piccolo, 2 puntate)
- 1968 - Addio giovinezza! (di Sandro Camasio e Nino Oxilia con Nino Castelnuovo, Gigliola Cinquetti e Ornella Vanoni, 2 puntate)
- 1975 - Giandomenico Fracchia - Sogni proibiti di uno di noi (con Paolo Villaggio, Ombretta Colli, Gianni Agus, Gigi Reder e Daniele Formica, 4 puntate)

### Spettacoli musicali e varietà

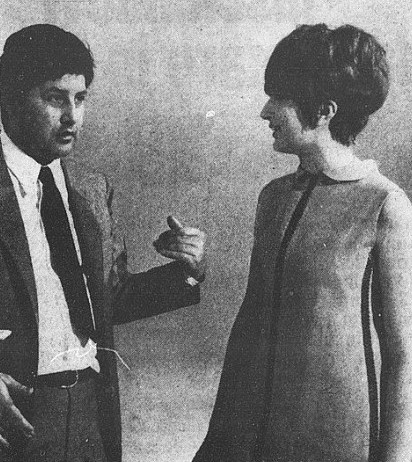
Antonello Falqui e Mina nel 1969

- 1954-1955 - Ottovolante con Flora Lillo, Galeazzo Benti e Enrico Luzi
- 1957 - Confidenze musicali di Teddy Reno (con Teddy Reno, 12 puntate)
- 1957 - La regina ed io (con Franca Valeri e Nilla Pizzi, 4 puntate)
- 1958 - Marina piccola (con Teddy Reno, 12 puntate)
- 1957-1958-1959-1960 - Il Musichiere (con Mario Riva, oltre 100 puntate)
- 1958-1959 - Canzonissima '58 (con Renato Tagliani, Ugo Tognazzi e Walter Chiari, 13 puntate)
- 1959-1960 - Canzonissima '59 (con Nino Manfredi, Delia Scala e Paolo Panelli, 13 puntate)
- 1960 - Buone vacanze (con Gorni Kramer, Wilma De Angelis, Johnny Dorelli, Betty Curtis, Nicola Arigliano e il Quartetto Cetra, 12 puntate)
- 1961 - Giardino d'inverno (con Gorni Kramer, Alice ed Ellen Kessler, Henri Salvador, il Quartetto Cetra e le Bluebell Girls del Lido di Parigi, 12 puntate)
- 1961-1962 - Studio Uno (con Mina, Mac Ronay, Alice ed Ellen Kessler, Marcel Amont, il Quartetto Cetra, Renata Mauro ed Emilio Pericoli, 12 puntate)
- 1962 - Eva ed io (con Gianrico Tedeschi, Lina Volonghi, Bice Valori e Gloria Paul, 8 puntate)
- 1963 - Studio Uno (con Zizi Jeanmaire, Walter Chiari, Rita Pavone, Alice ed Ellen Kessler e il Quartetto Cetra, 12 puntate)
- 1964 - Biblioteca di Studio Uno (con il Quartetto Cetra, 8 puntate, Il Conte di Montecristo, I tre moschettieri, Via col vento, Il dottor Jekyll e mister Hyde, Il fornaretto di Venezia, La primula rossa, Grand Hotel, Odissea)
- 1964 - Teatro 10 (con Lelio Luttazzi, 6 puntate)
- 1965 - Studio Uno (con Mina, Lelio Luttazzi, Milly, Luciano Salce, Paolo Panelli, Alice ed Ellen Kessler e il Quartetto Cetra, 12 puntate)
- 1965 - Stasera: Rita (con Rita Pavone e i Collettoni, 4 puntate)
- 1966 - Studio Uno (con Mina, Lelio Luttazzi, Sandra Milo, Bice Valori, Franca Valeri, Paolo Panelli e Luciano Salce, 20 puntate)
- 1967 - Stasera giochiamo con Rita (con Rita Pavone)
- 1967 - Sabato sera (con Mina, Lola Falana e un partner maschile per serata, 10 puntate)
- 1968-1969 - Canzonissima '68 (con Mina, Walter Chiari e Paolo Panelli, 13 puntate)
- 1969 - Stasera: Patty Pravo
- 1969 - Stasera: Gianni Morandi
- 1969 - Stasera: Gina Lollobrigida
- 1969 - Stasera: Adriano Celentano
- 1969 - Stasera: Gino Bramieri
- 1969-1970 - Canzonissima (con Johnny Dorelli, Alice ed Ellen Kessler e Raimondo Vianello, 13 puntate)
- 1971 - Speciale per noi (con Aldo Fabrizi, Paolo Panelli, Bice Valori e Ave Ninchi, 8 puntate)
- 1971 - Teatro 10 (con Alberto Lupo, 7 puntate)
- 1972 - Sai che ti dico? (con Raimondo Vianello, Sandra Mondaini, Iva Zanicchi e Minnie Minoprio, 7 puntate)
- 1972 - Teatro 10 (con Mina e Alberto Lupo, 8 puntate)
- 1972 - Una serata con Vittorio Caprioli
- 1973 - Una serata con Carla Fracci
- 1973 - L'appuntamento (con Ornella Vanoni e Walter Chiari, 4 puntate)
- 1973 - Dove sta Zazà (con Gabriella Ferri, Pippo Franco Oreste Lionello Enrico Montesano  e Pino Caruso, 4 puntate)
- 1974 - Milleluci (con Mina e Raffaella Carrà, 8 puntate)
- 1975 - Fatti e fattacci (con Gigi Proietti e Ornella Vanoni, 4 puntate)
- 1975 - Mazzabubù (con Gabriella Ferri, Pippo Franco, Enrico Montesano, Oreste Lionello e Gianfranco D'Angelo, 4 puntate)
- 1977 - Bambole, non c'è una lira (con Isabella Biagini, Loredana Bertè, Christian De Sica, Pippo Franco, Leopoldo Mastelloni, Tino Scotti e Gianni Agus, 6 puntate)
- 1978 - Il ribaltone (con Pippo Franco, Loretta Goggi e Daniela Goggi, 5 puntate)
- 1979 - Due come noi (con Ornella Vanoni e Pino Caruso, 4 puntate)
- 1980 - Studio '80 (con Christian De Sica, Leopoldo Mastelloni e Nadia Cassini, 7 puntate)
- 1980 - Giochiamo al varieté (speciali sull'avanspettacolo di Roma, Milano, Napoli e Palermo, 4 puntate)
- 1981 - Palcoscenico (con Milva e Oreste Lionello, 4 puntate)
- 1982 - Attore amore mio (con Gigi Proietti e i ragazzi del Laboratorio, 4 puntate)
- 1982 - Come Alice (con Claudia Vegliante e Carlo Verdone. Ospiti delle puntate: Rita Pavone, Renato Rascel, Paolo Bortoluzzi, Renato Carosone, Pippo Baudo, Alice ed Ellen Kessler e i ragazzi del Laboratorio di Gigi Proietti, 6 puntate)
- 1983 - Al Paradise (con Milva, Oreste Lionello, Heather Parisi e La Zavorra, 10 puntate)
- 1984 - Al Paradise (con Milva, Oreste Lionello, Bonnie Bianco, Nicolas Brothers, Sarah Carlson, Mariangela Melato, Jerry Lewis, Maurizio Micheli e Franca D'Amato, 18 puntate)
- 1985 - Al Paradise (con Vivian Reed, Oreste Lionello, il Quartetto Cetra, Antonello Fassari, Emanuela Giordano, Massimo Wertmüller e Arturo Brachetti, 11 puntate)
- 1986 - Un altro varietà (con Daniele Formica, Marina Confalone, Sergio Rubini, Rodolfo Laganà, Paola Tiziana Cruciani, Gli Specchio, Emanuela Giordano e Franca D'Amato, 8 puntate)
- 1988 - Cinema che follia! (con Christian De Sica, Maurizio Micheli, Heather Parisi, Daniele Formica, Iris Peynado, Bruno Maccallini, Sergio Rubini, Alessandra Martines, Gli Specchio, Rodolfo Laganà, Paola Tiziana Cruciani e Massimo Wertmüller, 12 puntate)
- 1989 - Notte di luna caprese - Concerto di Peppino Di Capri
- 1990 - Concerto di Luciano Pavarotti (al Palatrussardi di Milano in onore dei partecipanti alla XIV edizione della Coppa del Mondo di Calcio per l'apertura dei Mondiali di calcio in Italia)
- 1990 - Il gioco dell'eroe (Balletto del Bolscioj al Circo Massimo di Roma presentato da Vittorio Gassman)
- 1990 - Telethon

### Radio (autore e regista)
- 1971, 1972 - Formula 1 (con Paolo Villaggio, Luciano Salce e Alberto Sordi, 60 puntate)

### Libri
- Enzo Lavagnini, Io proprio io: Antonello Falqui, Roma, Palombi Editori, 2022, ISBN 978-88-6060-942-7.